# موزه نیروی زمینی سوئد
موزه ارتش سوئد (به سوئدی: Armémuseum) موزه ای مربوط به تاریخچه نظامی سوئد واقع در ناحیه آسترمالم استکهلم است. این موزه در سال ۲۰۰۲ میلادی بازگشایی شد پس از یک مدت طولانی که بسته بود. این موزه در سال ۲۰۰۵ عنوان بهترین موزهٔ استکهلم را به خود اختصاص داده‌است.

## نگارخانه

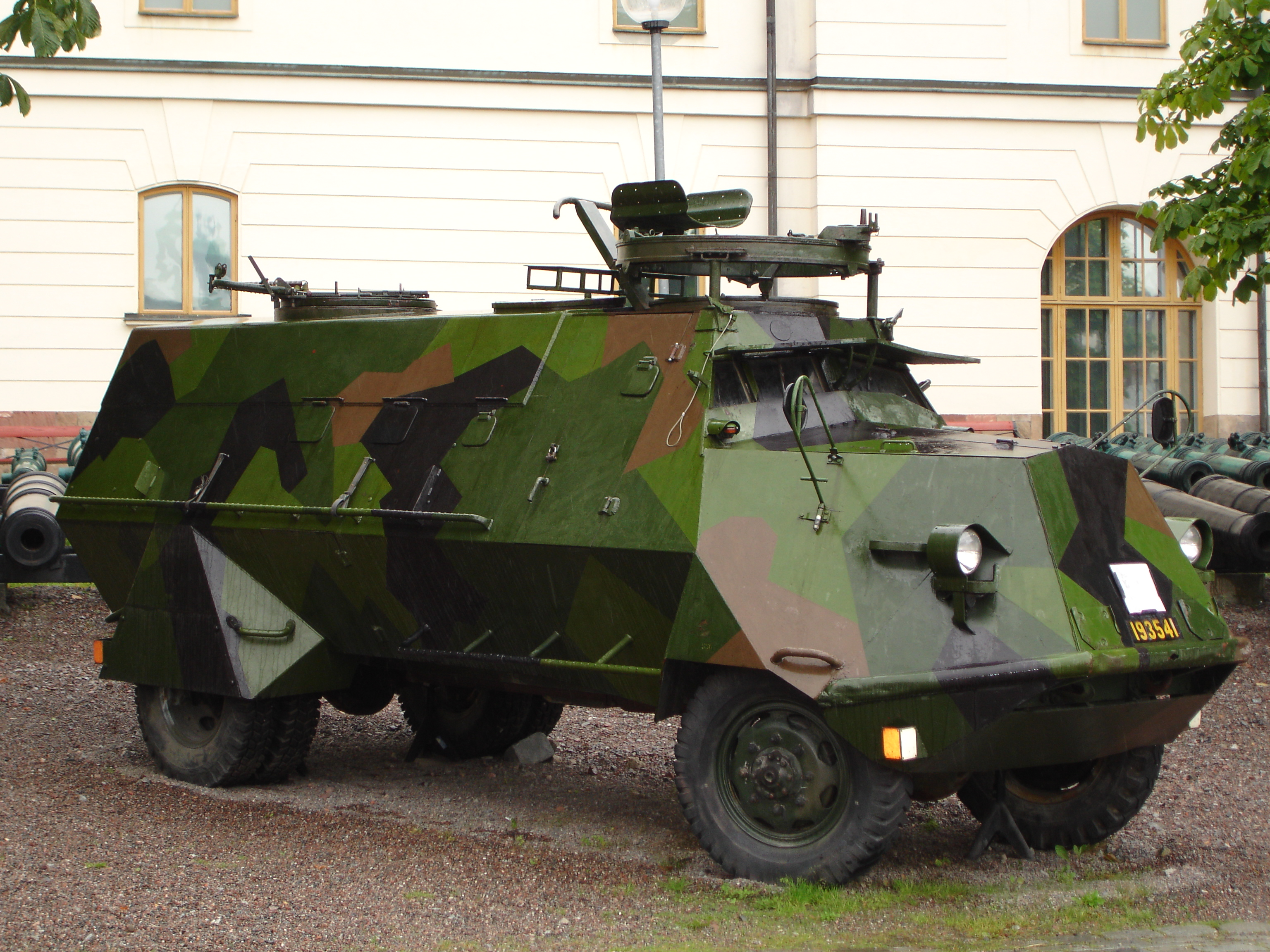
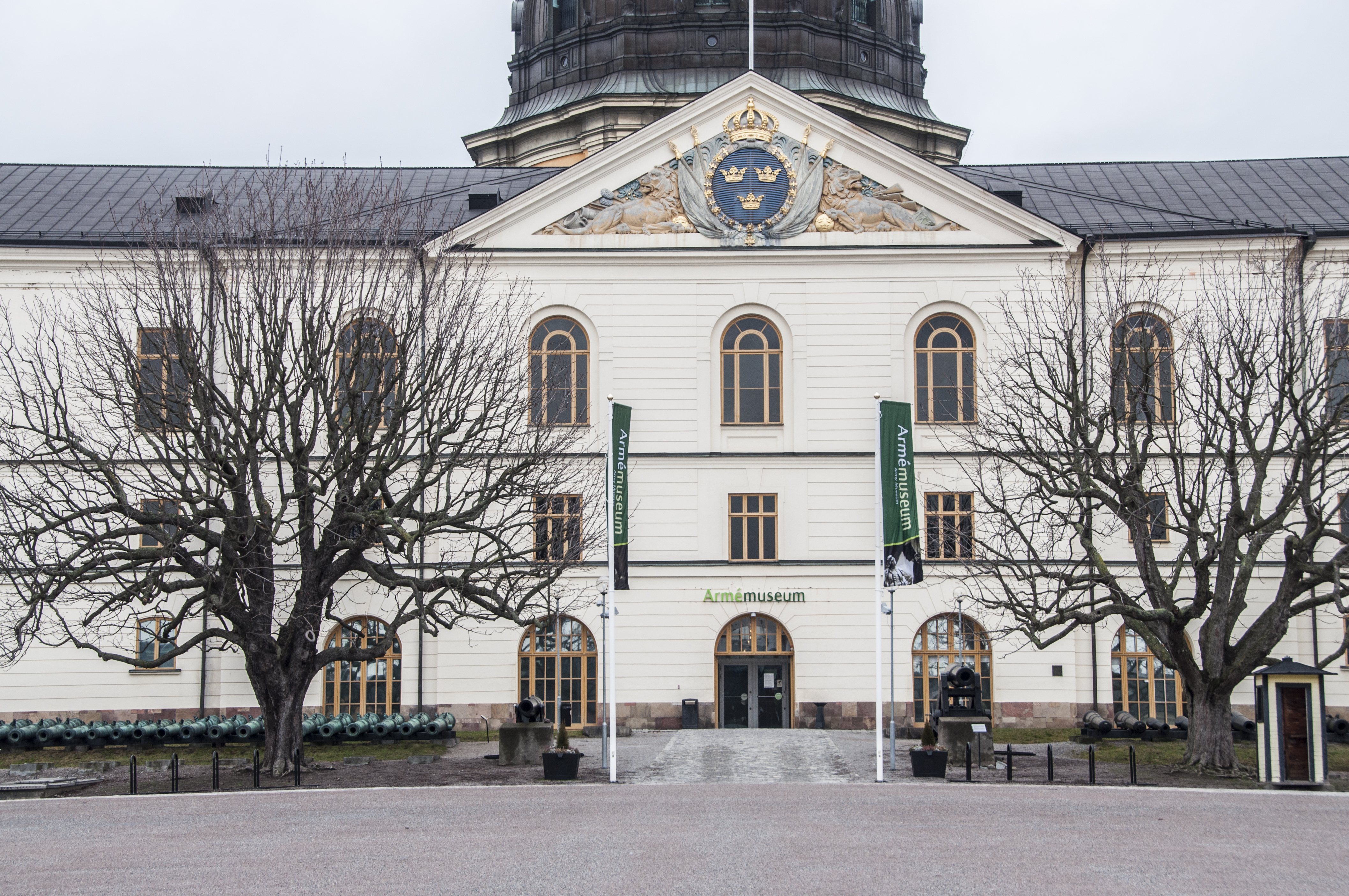
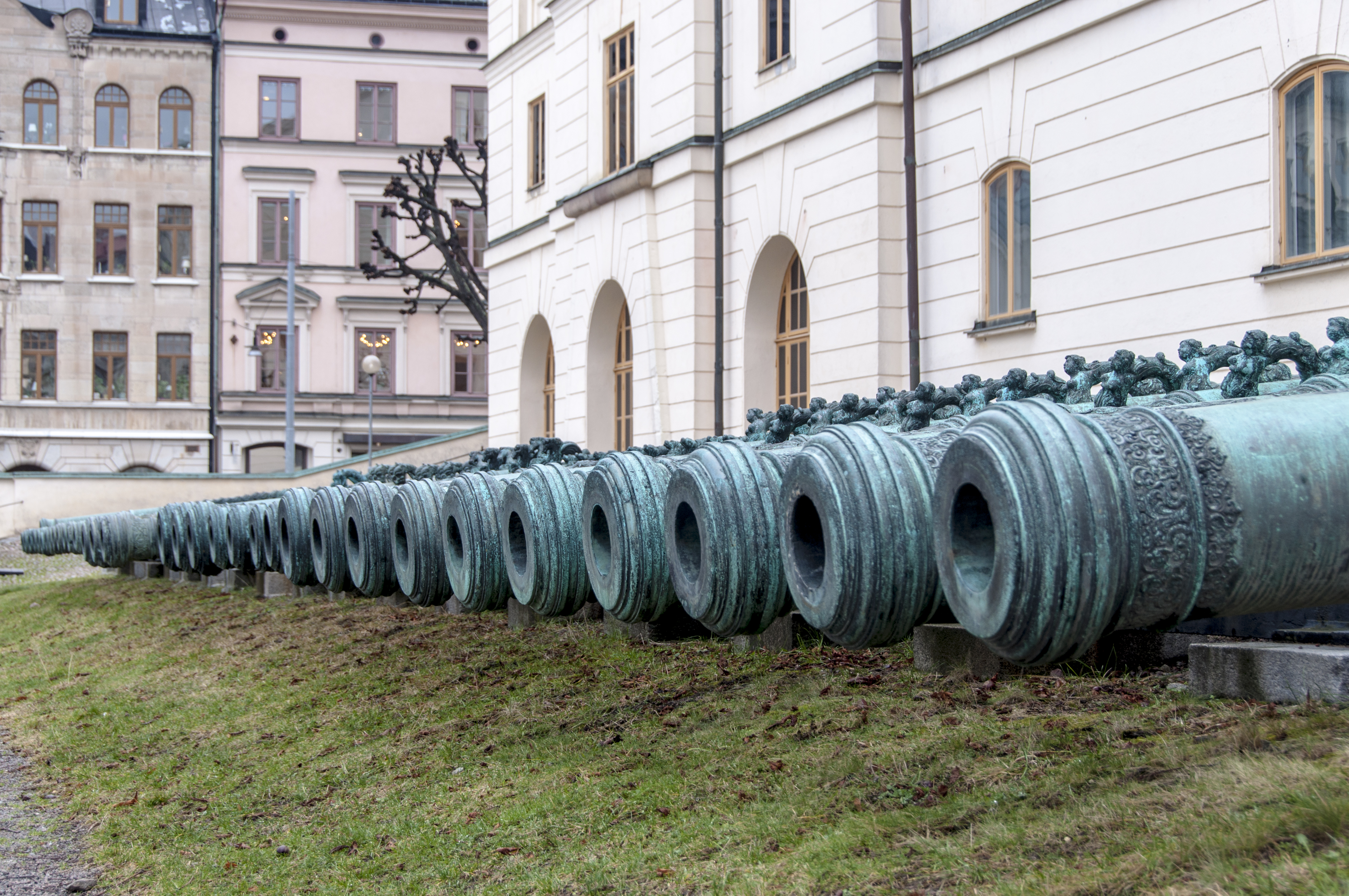
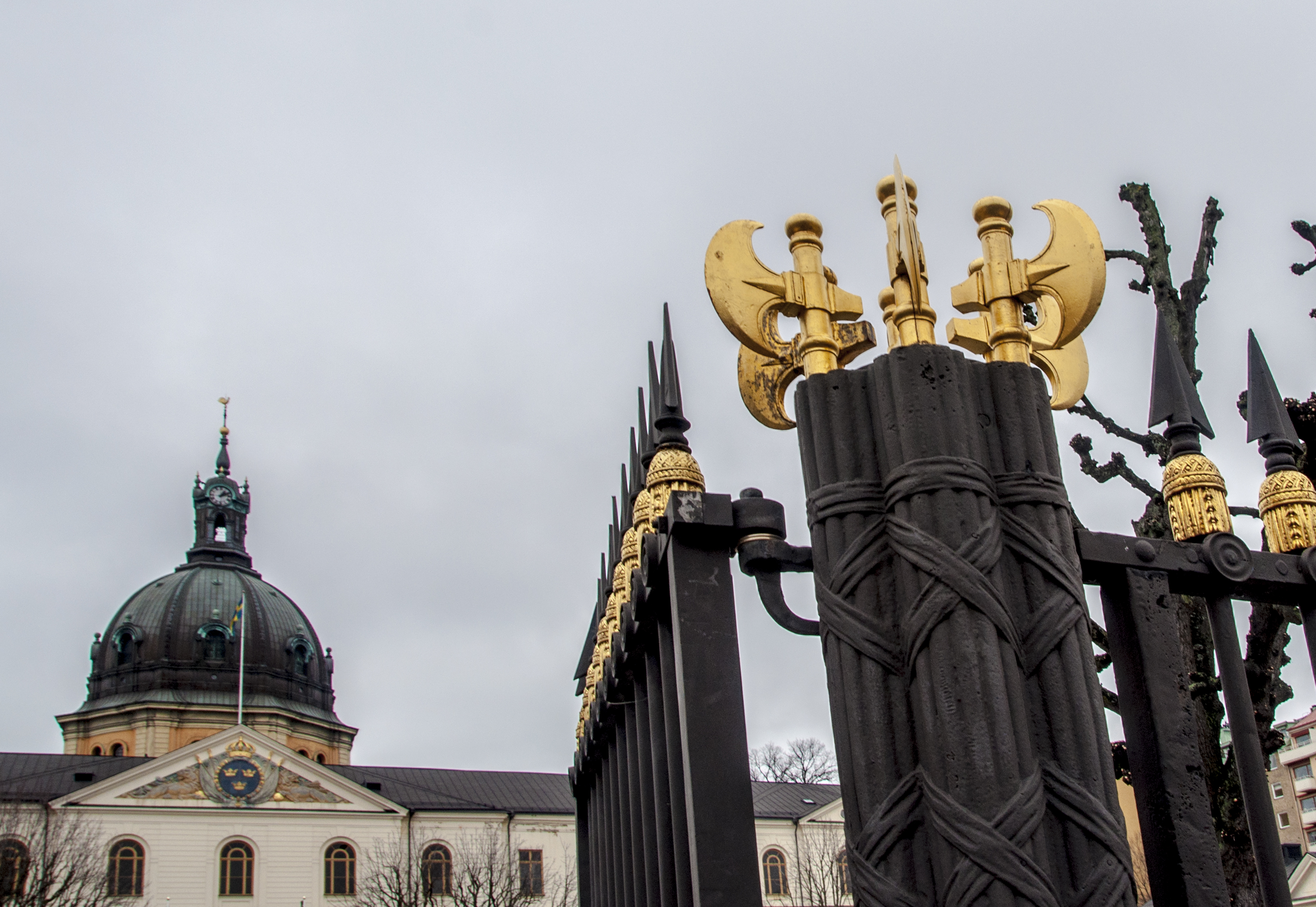
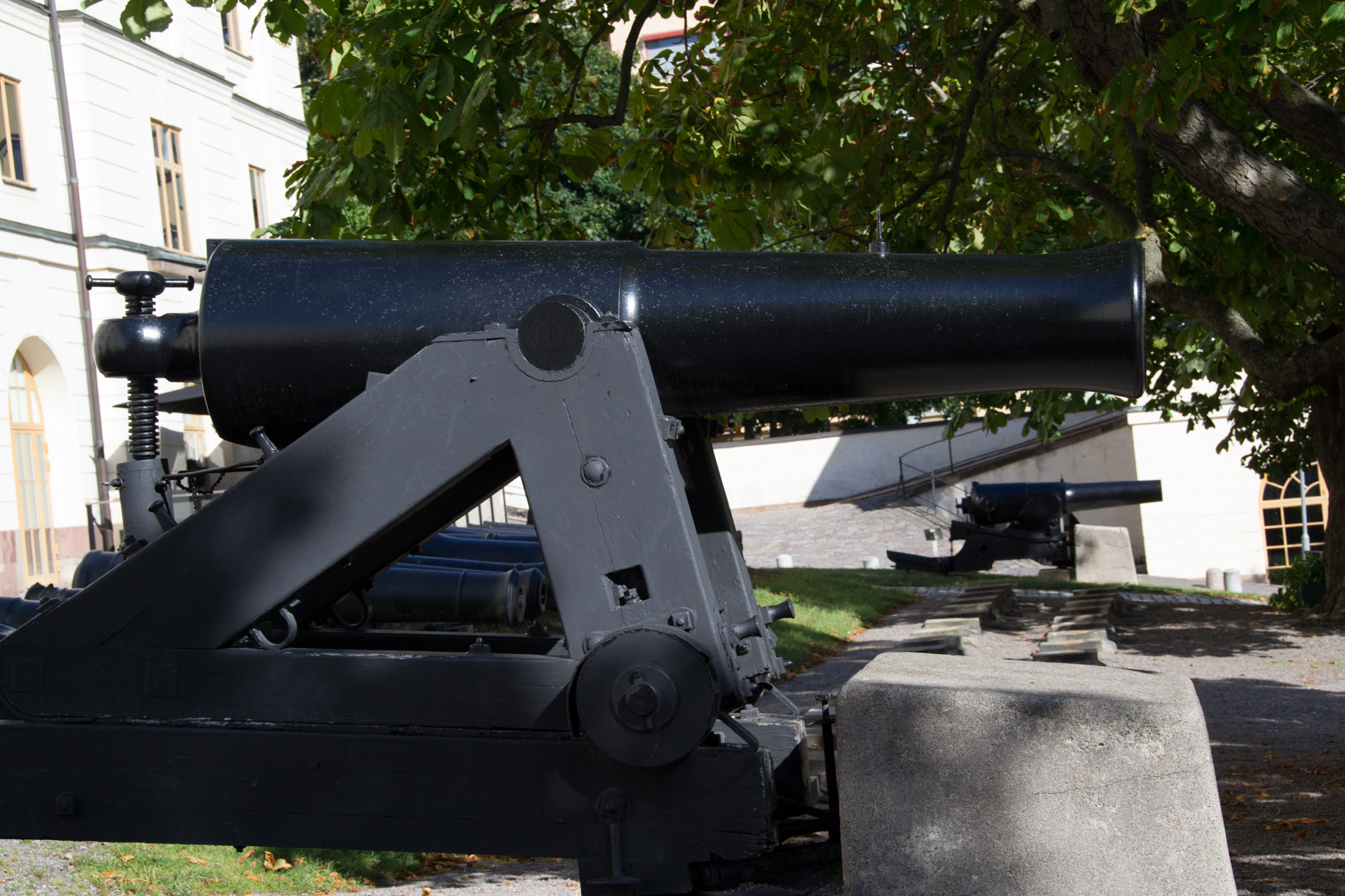